# گمینا کراسنوپول
گمینا کراسنوپول (به لهستانی:  Gmina Krasnopol) یک گمینا در لهستان است که در شهرستان سین واقع شده‌است. گمینا کراسنوپول ۱۷۱٫۶۳ کیلومتر مربع مساحت و ۳٬۹۰۲ نفر جمعیت دارد.